# صخر ناري

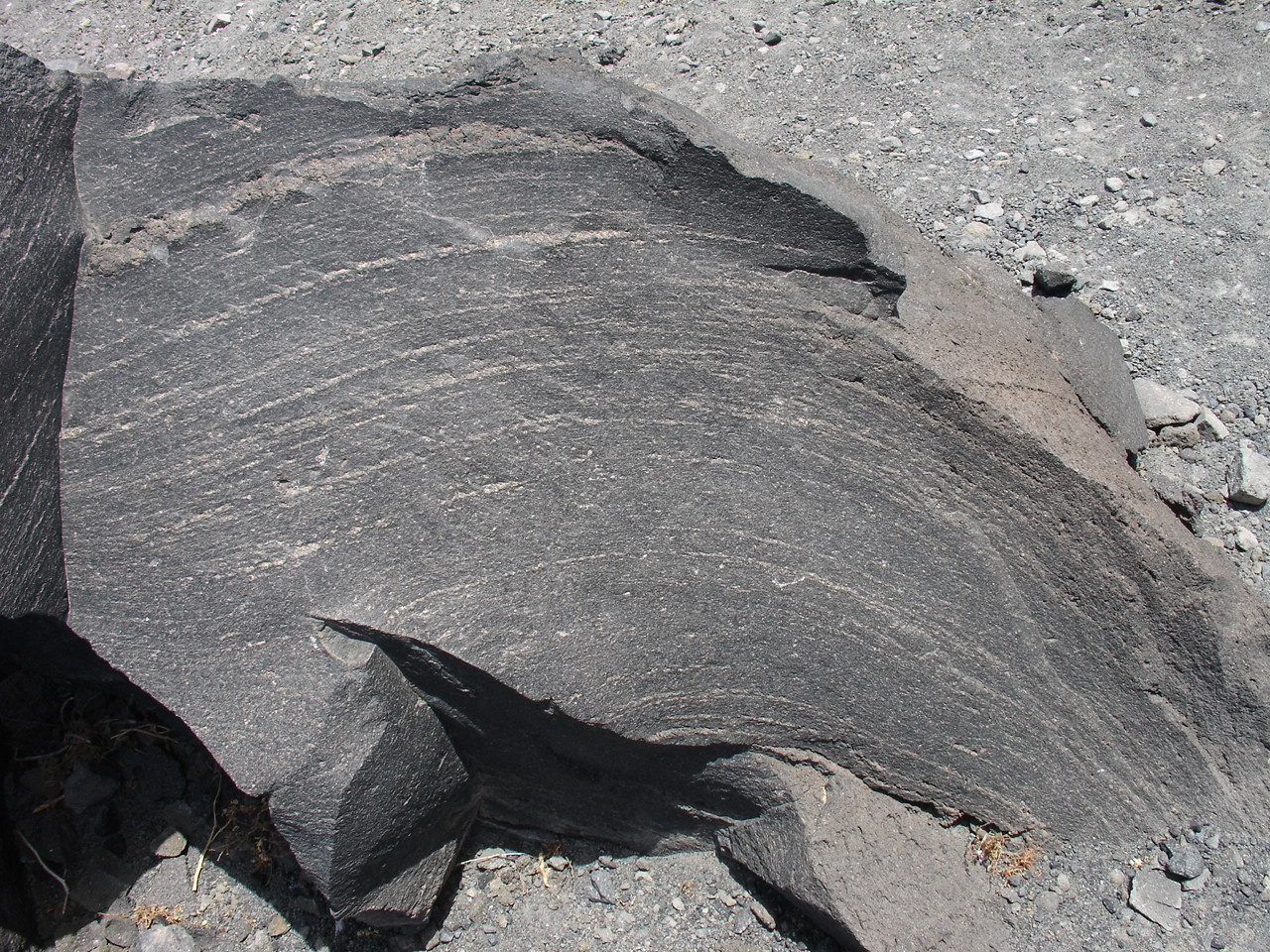
صخور نارية

الصخور النارية أو الصخور الماغماتية هي الصخور المتكونة نتيجة تجمد وتبرد الصهارة الخارجة من باطن الأرض من على مسافات بعيدة من السطح على هيئة جيوب صهيرية ذات درجة حرارة مرتفعة وتحت ضغط عالٍ. الحمم البركانية الذائبة تتكون من ذرات وجزيئات المعادن الذائبة. عندما تبرد الحمم البركانية الذائبة، تترتب الذرات والجزيئات مرة ثانية لتشكيل الحبوب المعدنية. تتشكل الصخرة بعدما تتوحد تلك الحبوب المعدنية. من بين أنواع الزجاج البركاني الناري الأوبسيديان و السكوريا. هذه الصخور تبرد بشكل سريع جداً وتخلف المعادن بعد أن تبرد، فتتشكل هذه الصخور.
وعند اندفاعها إلى سطح الأرض من فوهات البراكين أو الشقوق الموجودة في سطح القشرة الأرضية فتسمى الحمم وقد تتجمد الصهارة إما في باطن الأرض أو على سطحها أو على أعماق قليلة من سطح القشرة الأرضية، وينتج في كل من هذه الحالات نوع من الصخور النارية يتميز بصفات خاصة من حيث أحجام البلورات الناتجة في الصخر وشكلها وقد قام العالم بوين بعدة تجارب على تفاعل الصهير ووضح بوين هذا التفاعل في مخططة يعرف باسم متسلسلة تفاعلات بوين.

## الصخور النارية
أنواع الصخور النارية حسب نسبة أكسيد السليكون بها:
1. صخور نارية حمضية حامضية وتصل نسبة السيليكا فيها إلى أكثر من 63٪ ومن أشهر أمثلة هذا النوع صخور الجرانيت والجرانوديوريت.
2. صخور نارية وسيطة وتتراوح نسبة السيليكا فيها من 63 ـ 52 ٪ ومن أشهر أمثلة هذا النوع صخور السيانيت والديوريت.
3. صخور نارية قاعدية وتتراوح نسبة السيليكا فيها من 52 ـ 45 ٪ ومن أشهر أمثلة هذا النوع الجابرو والبازلت.
4. صخور نارية فوق قاعدية وتصل نسبة السيليكا فيها إلى أقل من 45٪ ومن أشهر أمثلة هذا النوع صخور الدونيت والبريدوتيت.

ومن الجدير بالذكر أن هذه النسب قد تتغير بالزيادة أو النقصان لدى بعض المؤلفين ليس هذا فحسب بل هناك من المؤلفين الذين يحصرون الصخور النارية في ثلاث مجموعات هي صخور نارية حمضية ومتوسطة وقاعدية الأمر الذي يتبعه بالتالي اختلاف نسبة السيليكا في كل مجموعة .
قسمت الصخور النارية حسب مكان تجمّد الصهارة إلى قسمين:

### الصخور الجوفية
الصخور البركانية الجوفية؛
سميت الصخور النارية بالصخور الأساسية أو الأولية لأنها أقدم أنواع الصخور فهي أولى الصخور التي تكونت وتشكلت في باطن الأرض وعلى سطحها، كما تسمى صخور الأساس، حيث تعد الأساس الذي تكونت منه جميع الأنواع الأخرى من الصخور وتشكل الصخور النارية حوالي 95 % من الصخور البانية للقشرة الأرضية .

### الصخور السطحية أو (البركانية)
قد تتسرب الصهارة إلى خارج القشرة الأرضية خلال فوهات البراكين أو عن طريق الشقوق والفواصل على هيئة حمم تبدأ في الانسياب حيث تتعرض لبرودة الجو الخارجي فيتجمد بسرعة لا تسمح أن تنمو البلورات المعدنية إلى حجم كبير، ولذلك تتميز هذه الصخور ببلورات دقيقة الحجم.
للصخور النارية عدة عوامل للتكوين:
1. انخفاض الضغط
2. تغير تركيب الصخر
3. ارتفاع درجة حرارة الصخر

## مميزات عامة للصخور النارية
تختلف الصخور النارية وتتنوع باختلاف المعادن المكونة للصخر وباختلاف نسبة هذه المعادن وحجم وترتيب بلوراتها . وهناك أنواع عديدة من الصخور النارية قد تصل إلى المئات، وبالرغم من هذا التنوع فإن هناك صفات مشتركة تتميز بها الصخور النارية عن الأنواع الأخرى من الصخور وهذه الصفات هي :
- توجد في الطبيعة غالبا على هيئة كتل كبيرة، ولا توجد على هيئة طبقات متتابعة بعضها فوق بعض .
- تخلو من الأحافير ( بقايا المخلوقات النباتية والحيوانية )
- غالبا ما تكون في حالة متبلورة ويختلف حجم بلورتها باختلاف سرعة تبريد الصهارة الذي تكونت منه، لذا نجد الصخور التي تكونت في باطن الأرض جوفية ذات بلورات كبيرة الحجم لأنها بردت ببطء.
- لا يوجد مسامات أو فراغات بين حبيباتها، فهي تعد صخورا صماء غير مسامية.
- تقاوم بدرجة كبيرة أثر الرياح والأمطار وحرارة الشمس وعوامل التجوية.

ومن الصخور النارية الشائعة الجرانيت والبازلت.
وتستخدم هذه الصّخور أيضاً في بناية العمارات•

## اقرأ أيضا
- حجر رملي
- صخر نابط
- انفجار بركاني
- انبثاق بركاني
- بركان طبقي
- بركان درعي
- بركان تصدعي
- صهارة
- إقليم ناري كبير
- صخر مصطبي
- لوافظ آيسلندا
- تحجر الرواسب
- دراسة الطبقات الصخرية
- تحرير المعادن
- بصريات المعادن
- مجهر بتروغرافي
- صخر سماقي
- متدخل ناري